# Pteronotus paraguanensis
Pteronotus paraguanensis är en fladdermusart i familjen bladhakor som först beskrevs av Linares och Ojasti 1974. I några taxonomiska avhandlingar som Mammal Species of the World listas populationen som underart till Pteronotus parnellii.

## Utseende
Med en kroppslängd (huvud och bål) av 61 till 64 mm, en svanslängd av 17 till 26 mm och en vikt av 12 till 17 g är arten inte lika stor som Pteronotus fuscus som lever på fastlandet. Underarmarna är 53 till 56 mm långa, bakfötternas längd är cirka 12 mm och öronen är 19 till 24 mm stora. På hela kroppen förekommer gulbrun päls. Kraniet har jämförd med andra släktmedlemmar en hög hjärnskål. Dessutom finns avvikelser i kroppsdelarnas proportioner.

## Utbredning
Arten förekommer endemisk på halvön Paraguaná i norra Venezuela. De enda kända viloplatserna på halvön är tre grottor. Under fortplantningstiden uppsöker honor med ungar en annan grotta som är skild från hanarnas grotta. Fladdermusen söker i skogar med xerofila buskar efter föda.

## Ekologi
Fladdermusen har på halvön trivialnamnet "bigotudo" (med stor mustasch). Arten jagar främst insekter. Dessutom äts palpkäkar och flera byten är skadedjur i jordbruket. Denna fladdermus delar grottorna med bland annat Pteronotus davyi, Mormoops megalophylla, Natalus tumidirostris och Leptonycteris curasoae. Dräktiga honor hittades mellan juli och september.

## Hot
Större områden som tidigare var täckt med buskar omvandlades till jordbruksmark. Ett lika stort hot är vandalism i grottorna. En av grottorna blev inhägnad och där ökade fladdermusens bestånd igen. IUCN listar arten som starkt hotad (EN).